# Tommaso Gasparotti
Tommaso Gasparotti (Parma, 8 marzo 1785 – Parma, 8 dicembre 1847) è stato un paleografo, archivista e pittore italiano.

## Biografia
Studiò pittura all'Accademia di Belle Arti, dove fu allievo di Biagio Martini. Fu uno dei cinque membri della Società Parmigiana dei pittori e incisori all'acquerello, con Paolo Toschi e Antonio Isac.
L'arte della pittura gli fu utile per l'attività di paleografo poco dopo intrapresa. Fu un validissimo esecutore di fac-simili di antichi documenti figurati. Su commissione del principe Romanzow, cancelliere dell'Impero russo, eseguì una copia del mappamondo dei Pizzigani , poi collocata nella Biblioteca di Pietroburgo. Nel 1827 ne eseguì una seconda copia, ancora più bella ed elegante, per la Biblioteca Imperiale di Vienna, decifrando molte complesse abbreviature.
Fu segretario della Commissione araldica e archivista del Ducato di Parma. Come appare dai suoi manoscritti, si occupò molto di critica dei testi, ma non scrisse nulla di suo se non una commedia in dialetto parmigiano, La pugnata di sold, Comedia pramsana (la pignatta dei soldi, commedia parmigiana, 1827), libera traduzione dell'Aulularia di Plauto, conservata manoscritta.
La pugnata di sold è una libera parafrasi, dove alla vita e ai costumi degli antichi sono sostituiti la vita e i costumi dei tempi del Gasparotti, e propriamente dei cittadini di Parma. Questo lavoro fu accusato di prolissità, difetto di cui si accorse il Gasparotti stesso, ma se ne scusò dicendo: «non si è potuto evitare, essendo prolisso l'autore originale ed avendo voluto tradurre tutto quello che poteva esserlo». In compenso è stata riconosciuta a quest'opera una notevole ricchezza di lingua e anche proprietà ed efficacia di espressione. Vi si trovano frasi e modi di dire caratteristici del popolo che sono ormai scomparsi o che vanno scomparendo.